# Elena V. Pitjeva
Elena Vladimirovna Pitjeva est une astronome russe de l'Institut d'astronomie appliquée de Académie des sciences de Russie, à Saint-Pétersbourg. Selon Google Scholar et Astrophysics Data System, elle est l'auteur de plus de 100 publications en dynamique des systèmes solaires et en mécanique céleste.
Pitieva est membre de la Commission no 4 de l'Union astronomique internationale, chargée des éphémérides. 
Pitieva est diplômée de la Faculté de mathématiques et mécanique à l'université de Saint-Pétersbourg en 1972, spécialisée dans l'astronomie. Elle a obtenu un master en physique théorique en 1994 et un doctorat de recherche en physique théorique en 2005, sous la direction du professeur Georgij Krasinsky.

## Sélection de publications
- (en) E. V. Pitjeva « Influence of trans-neptunian objects on motion of major planets and limitation on the total TNO mass from planet and spacecraft » (2010)  (lire en ligne)
— « (ibid.) », dans Proc. IAU Symp. No. 263/ Icy bodies of the solar system  //D. Lazzaro, D. Prialnik, R. Schulz, J. A. Fernandez (eds.), Cambridge University Press, p. 93–97
- (en) E. V. Pitjeva « EPM ephemerides and relativity » (2010)  (lire en ligne)
— « (ibid.) », dans Proc. IAU Symp. No. 261 / Relativity in fundamental astronomy: dynamics, reference  frame, and data analysis //S. Klioner, P.K. Seidelmann, M. Soffel (eds.), Cambridge University Press, p. 170–178
- (en) E. V. Pitjeva et Standish, E. M. (en), « Proposals for the masses of the three largest asteroids, the Moon-Earth mass ratio and the Astronomical Unit », Celestial Mechanics and Dynamical Astronomy, vol. 103, no 4,‎ 2009, p. 365 (DOI 10.1007/s10569-009-9203-8, Bibcode 2009CeMDA.103..365P, lire en ligne)
- (en) E. V. Pitjeva « Ephemerides EPM2008: the updated model, constants, data » (2009)  (lire en ligne) {{PDF}}
— « (ibid.) », dans Proceedings of the "Journees 2008 Systemes de reference spatio-temporels", M. Soffel and N. Capitaine (eds.), Lohrmann-Observatorium and Observatoire de Paris, p. 57–60
- (en) I. B. Khriplovich et Pitjeva, E. V., « Upper limits on density of dark matter in Solar System », International Journal of Modern Physics D (en), vol. 15, no 4,‎ 2006, p. 615 (DOI 10.1142/S0218271806008462, Bibcode 2006IJMPD..15..615K, arXiv astro-ph/0601422)
- (en) E. V. Pitjeva, « High-Precision Ephemerides of Planets—EPM and Determination of Some Astronomical Constants », Solar System Research, vol. 39, no 3,‎ 2005, p. 176 (DOI 10.1007/s11208-005-0033-2, Bibcode 2005SoSyR..39..176P, lire en ligne [PDF])
- (en) E. V. Pitjeva, « Relativistic Effects and Solar Oblateness from Radar Observations of Planets and Spacecraft », Astronomy Letters, vol. 31, no 5,‎ 2005, p. 340 (DOI 10.1134/1.1922533, Bibcode 2005AstL...31..340P)
- (en) E. V. Pitjeva « Estimations of masses of the largest asteroids and the main asteroid belt from ranging to planets, Mars orbiters and landers » (2004)  (Bibcode 2004cosp.meet.2014P)
— « (ibid.) », dans 35th COSPAR Scientific Assembly. Held 18–25 July 2004, in Paris, France, p. 2014
- (en) G. A. Krasinsky, Pitjeva, E. V., Vasilyev, M. V. et Yagudina, E. I., « Hidden Mass in the Asteroid Belt », Icarus, vol. 158, no 1,‎ juillet 2002, p. 98–105 (DOI 10.1006/icar.2002.6837, Bibcode 2002Icar..158...98K)
- (en) E. V. Pitjeva, « Modern numerical ephemerides of planets and the importance of ranging observations for their creation », Celestial Mechanics and Dynamical Astronomy, vol. 80, nos 3/4,‎ 2001, p. 249 (DOI 10.1023/A:1012289530641, lire en ligne).